# Hradec a Kuchyňka
Hradec a Kuchyňka este o arie protejată (arie specială de conservare — SAC, sit de importanță comunitară — SCI) din Republica Cehă întinsă pe o suprafață de 151,68 ha, integral pe uscat.

## Localizare
Centrul sitului Hradec a Kuchyňka este situat la coordonatele 49°49′22″N 14°07′19″E / 49.822778°N 14.121944°E.

## Înființare
Situl Hradec a Kuchyňka a fost declarat sit de importanță comunitară în noiembrie 2009 pentru a proteja un număr necunoscut de specii din flora spontană și fauna sălbatică aflate în arealul zonei. Situl a fost protejat și ca arie specială de conservare în august 2018.

## Biodiversitate
Situată în ecoregiunea continentală, aria protejată conține 2 habitate naturale: Păduri de fag Luzulo-Fagetum, Păduri pe pante, grohotișuri și ravene de Tilio-Acerion.
La baza desemnării sitului se află un număr nedeclarat de specii protejate.